# Carl Göllner
Carl Göllner (* 5. Oktober 1911 in Medgyes, Komitat Groß-Kokelburg, Königreich Ungarn, Österreich-Ungarn; †  22. Dezember 1995 in Minden) war ein rumänischer Historiker und Mitarbeiter des rumänischen Geheimdienstes Securitate.

## Leben
Carl Göllner entstammte der Volksgruppe der Siebenbürger Sachsen. Während des Zweiten Weltkriegs studierte er als Stipendiat in Frankreich. Als promovierter Historiker schrieb er im kommunistischen Rumänien unter der offiziellen Parteilinie zahlreiche historische Abhandlungen und war als Gymnasiallehrer in Hermannstadt tätig. Göllner war als Historiker von internationalem Ruf Leiter der „Forschungen zur Volks- und Landeskunde“ in Hermannstadt und Direktor des „Sozialwissenschaftlichen Zentrums Hermannstadt“.
Am 3. Juli 1968 nahm er an der „Beratung beim Zentralkomitee (ZK) der Rumänischen Kommunistischen Partei (RKP) mit Wissenschaftlern und Kulturschaffenden aus den Reihen der deutschen Nationalität“ teil, in deren Folge der Rat der Werktätigen deutscher Nationalität entstand.
Nach der Veröffentlichung seiner Akte aus den rumänischen Archiven wurde publik, dass Carl Göllner als Agent des rumänischen Geheimdienstes „Securitate“ tätig war. Göllner konspirierte in Rumänien unter dem Decknamen „Florescu“ gegen Rumäniendeutsche und wurde für ausländische Spionagetätigkeit gegen Emigranten in Westdeutschland und Österreich vorbereitet. Als langjähriger Mitarbeiter der „Securitate“ brachte er sich aktiv und kreativ in die Spitzeltätigkeit ein. Trotzdem wurden Göllner und seine Familie vom rumänischen Geheimdienst streng beschattet.

## Veröffentlichungen
- Hexenprozesse in Siebenbürgen. Editura Dacia, Cluj, 1971
- Die siebenbürgische Militärgrenze: ein Beitrag zur Sozial- und Wirtschaftsgeschichte 1762–1851. Oldenbourg Verlag, München, 1974
- Samuel von Brukenthal: sein Leben und Werk in Wort und Bild. Editura Kriterion, Bukarest, 1977
- Geschichte der Deutschen auf dem Gebiete Rumäniens, Band 1 (12. Jh. – 1848). Bukarest, 1979
- Adolf Schullerus: sein Leben und Wirken in Wort und Bild. Editura Kriterion, Bukarest, 1986
- Turcica. Bd. 1. 1501–1550. Editura Academiei, 1961
- Gewalt und Recht. Mit Michael Königes. Editura pentru Literatură, 1963
- Die Siebenbürger Sachsen in den Revolutionsjahren 1848–1849. Editura Academiei R.S.R., 1967
- Turcica. Bd. 2. 1551–1600. Editura Academiei, 1968
- Anno dazumal. Editura Tineretului, 1969
- Regimentele Grănicerești din Transilvania 1764–1851. Editura Militară, 1973
- Die siebenbürgische Militärgrenze. Oldenbourg Verlag, 1974
- Siebenbürgisch-sächsisches Heimatbuch. Editura Kriterion, 1975
- Die Türkenfrage in der öffentlichen Meinung Europas im 16. Jahrhunderts. 1978
- Siebenbürgisch-sächsische Persönlichkeiten; Porträts. Editura Politică, Bukarest, 1981
- Chronica und Beschreibung der Türckey (Türkei). Böhlau Verlag, 1983
- Turcica: Die europäischen Türkendrucke des 16. Jahrhunderts. Valentin Koerner Verlag, 1986
- Im Kreislauf des Jahres : histor. Brauchtum d. Siebenbürger Sachsen. Editura Kriterion, 1987
- Die Siebenbürger Sachsen in den Jahren 1848–1918. Böhlau Verlag, 1998